# شرابة الحرير الرمادية
شرابة الحرير الرمادية (الاسم العلمي:Garrya grisea) هي نوع من النباتات يتبع جنس شرابة الحرير من فصيلة شرابات الحرير.